# Color Lines
Color Lines (auch Lines genannt) ist ein Computerspiel, das 1992 vom russischen Publisher Gamos (russisch Геймос) auf den Markt gebracht wurde. Idee, Design und Programmierung des Spiels stammen von Oleg Demin. Für die Grafik waren Igor Iwkin und Gennadi Denisow verantwortlich. In frühen Versionen von Color Lines wurde als Urheber eine gewisse Olga Demina genannt; dies ist aber nur ein Deckname für den Autor Oleg Demin, der zu jener Zeit in der Moskauer Stadtverwaltung beschäftigt war und – so besagt die Geschichte – keiner Nebenbeschäftigung nachgehen durfte und sich deshalb mit diesem Namen tarnte.

## Spielprinzip
Das Spiel besteht aus einem Spielfeld mit 9×9 Quadraten und wird mit Kugeln (oder Bällen) in sieben verschiedenen Farben gespielt. Beim Start werden fünf Kugeln zufällig auf dem Spielfeld verteilt; nach jedem Spielzug weitere drei.
Die Aufgabe des Spielers besteht darin, gleichfarbige Kugeln zu horizontalen, vertikalen oder diagonalen Reihen von mindestens fünf Kugeln zusammenzustellen. Eine Kugel wird durch Anklicken ausgewählt und mit einem Klick auf ein leeres Quadrat dorthin bewegt. Zwischen der ausgewählten Kugel und dem Zielort muss jedoch ein Pfad aus leeren Feldern bestehen.
Hat der Spieler eine Reihe von mindestens fünf gleichfarbigen Kugeln gebildet, verschwinden diese, und der Spieler erhält dafür Punkte. Eine Reihe von fünf Kugeln bringt 10 Punkte, sechs Kugeln erbringen 12, sieben 18, acht 28 und neun Kugeln 42 Punkte. Außerdem kann er eine weitere Kugel bewegen, ohne dass drei neue Kugeln im Feld verteilt werden. Das Spiel endet, wenn alle Quadrate mit Kugeln gefüllt sind.
Ziel des Spiels ist, mehr Punkte als der „König“ zu erreichen; der König ist eine Figur auf einer Säule links neben dem Spielfeld, der entweder die bisher erreichte Höchstpunktzahl anzeigt oder die Ausgangspunktzahl 100. Hat der „Herausforderer“ mehr Punkte erreicht als der König, stürzt er diesen und wird selbst in der nächsten Runde zum König.

## Lines für Windows (1995)
1995 wurde die erste Version für Windows von Igor Nedelko and Andrej Akselrod für die Firma AbrewSoft als Shareware entwickelt. Es war eine originalgetreue Nachbildung von Color Lines, mit 256-Farben-Grafik und den gewohnten Buttons für alle Funktionen.
Die Figuren auf den Säulen, Champion und Herausforderer, sind zwar noch vorhanden, wurden aber aus ihrem mittelalterlichen Outfit in das der modernen Bürowelt versetzt. Die rechte Figur war ein wenig animiert, sie blinkte und klopfte dann und wann mit der Hand.

## Spätere Umsetzungen
Das Spielprinzip von Color Lines wurde mit der Zeit in einer Vielzahl von Clones unter verschiedenen Bezeichnungen umgesetzt. Beliebt sind insbesondere Umsetzungen in Adobe Flash und JavaScript für Webbrowser; doch auch für  PC, Notebooks, Tablet-Computer, Handhelds und  Mobiltelefone mit jeder Art Betriebssystem gibt es zahlreiche Übertragungen.